# كتابات عبد البهاء

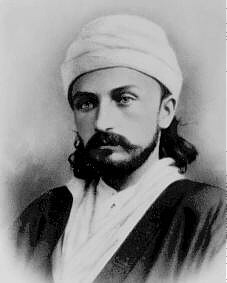
عبد البهاء في شبابه

عبد البهاء عباس، الابن الأكبر لـ بهاءالله، أدّى دوره كممثّلٍ لبهاءالله خلال حياته؛ ومن ثمّ، وبناءً على وصية والده، تم تعيينه مركزًا للعهد والميثاق وخليفةَ له ومرجعًا للدين البهائي، والمُبيّن والمفسّر الرسمي الوحيد لأعمال وكتابات بهاءالله. بناءً على طلب بهاءالله، بدأ مراسلة المؤمنين الأوائل وعلماء الدين منذ صغره، وحتى نهاية حياته كان يؤدي واجبه إلى حدٍ كبيرٍ من خلال كتاباته وأعماله الأدبية وخُطبه. بالإضافة إلى شرح مؤلفات وكتابات بهاءالله ونصوص بعض الكتب المقدسة السابقة، أوضح أيضًا علاقة تلك النصوص بظهور بهاءالله. يعتقد البهائيون أن عبدالبهاء كشف عن القدرة الكامنة لتعاليم بهاءالله على معالجة معاناة البشرية وعمل على حماية الدين من الانقسام من خلال كتابة الرسائل العامة المعروفة بالألواح والمكاتيب والتفاسير المتعلقة بالمواضيع التي تشغل أفكار الخاصة والعامة آنذاك. صمّم عبدالبهاء النظام العالمي الجديد لبهاءالله وقدّم خططًا عالميةً لنشر رسالة بهاءالله. في الوقت نفسه واصل مراسلاته المستمرة مع البهائيين وغير البهائيين في جميع أنحاء العالم. من بين هذه الأعمال كتب أدعيةً تسمو بالروح موجّهةً لأشخاصٍ معينةٍ أو للبهائيين على العموم تُتلى في مجامعهم وكذلك هناك أدعيةٌ للمجتمع البشري بشكلٍ عامٍ. تشمل أعمال عبدالبهاء الأدبية ومحادثاته المسجلة مجالاتٍ مختلفةً يمكن تصنيفها في الروحانيات والعرفان؛ والفلسفة، والشِعر؛ والفكر السياسي الاجتماعي، والمواضيع الاجتماعية والعلمية والسياسية في القرن التاسع عشر وأوائل القرن العشرين؛ وتاريخ إيران، والأديان والعالم؛ والمؤلفات الدينية، وتفاسير عن الكتب المقدسة والقرآن والأحاديث الإسلامية. لقد ترك عبدالبهاء العشرات من مجلدات الكتب وآلاف الرسائل باللغات الفارسية والعربية والقليل منها بالتركية، والكثير منها غير معروفة إلى حدٍ كبيرٍ للمتحدثين بالفارسية. يبلغ عدد أعمال عبدالبهاء الكتابية حوالي 27 ألفًا. أول عملٍ روحانيٍ عرفانيٍ معروفٍ لعبد البهاء هو شرح حديث "كُنتُ كنزًا مخفيًا" الذي كتبه عندما كان مراهقًا (19-14 عامًا) بناءً على طلبٍ من بهاءالله. في حياة بهاءالله، وبناءً على طلبه، ألّف كتابي "الرسالة المدنية" و" رسالة شخصٍ سائحٍ" في عام 1886م. كتب عبدالبهاء معظم أعماله عندما أصبح يدير الجامعة البهائية بعد وفاة بهاءالله (1921م-1892م).
تشكّل خُطَب عبدالبهاء في أوروبا وأمريكا وكندا جزءًا مهمًا من أعماله. في هذه الخُطب والمحاضرات، وصف عبدالبهاء لأول مرةٍ تعاليم بهاءالله وشرحها بطريقةٍ جوهريةٍ منظمةٍ. تتضمن بعض هذه التعاليم التحري المستقل عن الحقيقة؛ ووحدة البشرية؛ ووجوب أن يكون الدين سببًا للمودة والمحبة وإلا فغياب الدين أفضل، والدين والعلم مكمّلان لبعضهما البعض، وإن التحيزات الدينية والعنصرية والسياسية والقومية مدمرةٌ للمجتمع البشري ويجب محوها؛ والمساواة في الحقوق لجميع البشر؛ وتوزيع أكثر عدالةٍ للثروة عن طريق تعديل سبل العيش بحيث لا يكون أحدٌ في حاجةٍ ماديةٍ؛ وتأسيس السلام العالمي من خلال إنشاء محكمةٍ دوليةٍ لتسوية المنازعات؛ وضرورة فصل الدين عن السياسة؛ وتعليم المرأة وتطويرها، وتعليم الفضائل الروحانية والأخلاق لضمان تنمية وازدهار الحضارة المادية.

## أسلوب الكتابة
كان عبدالبهاء عباس، الذي تمّ نفيه من إيران إلى العراق في زمن الدولة العثمانية مع والده بهاءالله وعائلته، وهو طفلٌ في التاسعة من عمره، يُدير شؤون الحياة باللغات الفارسية والعربية والتركية. تتمتّع اللغتان الرئيسيتان لعبدالبهاء، الفارسية والعربية، بتراثٍ أدبيٍ متطورٍ للغاية. يصف أمين بناني، وهو باحثٌ بارزٌ في الدراسات الإيرانية وخبيرٌ في الأدب الفارسي، أسلوب كتابة عبدالبهاء بهذه اللغات باعتباره "طريقة التعبير الخارجي للإلهام" والذي "مصدره هو وحي بهاءالله". ويضيف بناني، مركّزًا على الانسجام بين الأسلوب والمحتوى في كتابات عبدالبهاء: "إن الشكل والأسلوب في كتابات عبدالبهاء مرتبطان بمحتوى النص. فهو يستخدم الصور الشعرية ومجموعةً واسعةً من الأدوات البلاغية والأدبية، بما في ذلك الاستعارة والتشبيه والرموز والتمثيل والسجع والتاقضات، لفتح عقل القارئ من خلال تشريح الواقع نفسه من خلال مستوياتٍ مختلفةٍ من الإدراك والفهم. إن استخدام عبدالبهاء على نطاقٍ واسعٍ لتقنية السجع لإدخال القافية والإيقاع في النثر الفارسي قد أعطى كتاباته انسجامًا يبعث بالراحة في ذهن القارئ ويجعلها سهلة التذكر. أما استخدام الصور، خاصةً تلك المتعلقة بعالم الطبيعة والأساطير والقصص الدينية، فهي غزيرةٌ في نثره. يعتقد شابور راسخ، وهو متخصصٌ آخرٌ في الأدب الفارسي، أن كتابات عبدالبهاء، إلى جانب كتابات بهاءالله، تفتح فصلاً جديدًا في الأدب الفارسي. كل مفهومٍ يمكن رؤيته في كتابات عبدالبهاء وكلماته له جذوره في كتابات بهاءالله. معظم التشبيهات والأمثال والاستعارات التي استخدمها موجودةٌ في كتابات بهاءالله ولكن عبدالبهاء أضفى عليها بالشرح والتفسير. لقد كتب بهاءالله، باعتباره مظهرًا إلهيًا، رسالته وتعاليمه بلغةٍ موجزةٍ وعامةٍ، وفي بعض الأحيان كان يخصّص جملةً واحدةً فقط من كتاباتٍ أطول بكثيرٍ للتعبير عن تعاليم أخلاقيةٍ واجتماعيةٍ وفقهيةٍ محددةٍ. لقد ترك بهاءالله مهام شرح وتفسير هذه الكتابات الموجزة والعامة لعبدالبهاء، المفسّر والمُبيّن الرسمي لآثاره، وقد أدّى دوره دون أن يضيف إليها أي تعاليم أو مبادئ لا تنبع من تعاليم بهاءالله. بالإضافة إلى ذلك، فإن كتابات عبدالبهاء مليئةٌ بالأمثلة النصّية، ومستندةٌ إلى المراجع القرآنية. يمكن القول بإن معظم كتاباته تعتمد على محتوى قرآنيٍ أو تشير إليه بطريقةٍ ما. ومن السمات الأخرى لكتاباته كثرة استخدام القصائد والقصص والاستعارات والتشبيهات.

## 1863م-1892م: كُتبت بناءً على طلب بهاءالله
من المحتمل أن تكون أول كتاباتٍ تاريخيةٍ لعبدالبهاء هي رسالةٌ كتبها إلى أحد أقاربه في مازندران عندما كان عمره أقل من تسعة عشر عامًا، أثناء إقامة والده بهاءالله لمدة 12 يومًا في باغ نجيب باشا (حديقة الرضوان)، قبل مغادرة العراق إلى القسطنطينية (اسطنبول). ويشير في هذه الرسالة إلى الضغوط التي مارستها الحكومة الإيرانية على مدى ثلاث سنواتٍ على الحكومة العثمانية لإعادة بهاءالله إلى إيران. وأنه نتيجةً لعدم اهتمام العثمانيين لهذه الضغوط طالبت إيران بنفيه إلى أماكن أبعد عن حدود إيران. وقد ذكر شوقي أفندي هذه الرسالة في الصفحة 150 من كتاب God Passes By (1950م). كتب عبدالبهاء لمدة ثلاثين عامًا تقريبًا (1863م-1892م) بناءً على طلب بهاءالله مؤلفاتٍ أخرى مثل تفسير عدة فصولٍ وآياتٍ من القرآن، وعددٍ من الأحاديث، وآيتين من سورة "قيوم الأسماء" لـ الباب، وله عملان آخران هما "الرسالة المدنية" و"مقالة شخصٍ سائحٍ". إن شروحات عبدالبهاء على النصوص المقدسة للأديان الأخرى ليست فقط انعكاسًا لأحد التعاليم الأساسية لبهاءالله وهي وحدة الأديان، ولكنها تسعى أيضًا إلى اكتشاف المعاني الخفية في هذه النصوص، وارتباطها بإلهامات وظهور بهاءالله. وتُظهر هذه التفسيرات أيضًا فهم عبدالبهاء العميق لمختلف المواضيع في الأديان الماضية، وارتباط تلك النصوص بالمواضيع المهمة والاهتمام بتساؤلات الناس.

### كُنتُ كنزًا مخفيًا
أول تفسيرٍ مهمٍ لعبدالبهاء هو تفسيره للحديثٍ القدسي "كُنتُ كنزًا مخفيًّا" الذي كتبه وهو مراهقٌ لعلي شوكت باشا. ذكر أبو الفضائل گلپايگاني (توفي عام 1914م) أن عبدالبهاء كتب هذا التفسير وهو في التاسعة عشرة من عمره، واعتبره شوقي أفندي أنه كتبه عبدالبهاء خلال أيام صباه. أكّد عبدالبهاء في تفسيره على بعض الكلمات الرئيسية في الحديث القدسي: "كنت كنزًا مخفيًا، فأحببتُ أن أُعرَف، فخلقتُ الخلقَ لكي أُعرَف". الكلمات أو العبارات الأربع التي اختارها عبد البهاء لتفسير هذا الحديث هي: "الكنز المخفي"، "مقامات ومراتب الحب"، "مقامات الخلق وما شابه ذلك"، و" معرفة الله". ويمكن الافتراض أن علي شوكت باشا كان صوفيًا ومعجبًا بكتابات ابن عربي؛ لأن تفسير عبدالبهاء مليءٌ بالإشارات إلى موضوعاتٍ في أعمال ذلك الصوفي والفيلسوف المسلم الشهير. في ذلك الوقت، كان عبدالبهاء كثيرًا ما يذهب إلى المساجد ويناقش القضايا العلمية واللاهوتية مع علماء الدين والفقهاء. تفسير "كُنتُ كنزًا مخفيًّا " له عدة مستوياتٍ؛ في إحدى المستويات، يصف عبدالبهاء مناهج صوفيةٍ مختلفةٍ لفهم التعبيرات والمفاهيم الواردة في الحديث، وعلى مستوىً أعمق، يستخدم مصطلحاتٍ صوفيةً وفلسفيةً مألوفةً لإضافة أبعاد ومفاهيم جديدةٍ إليها، ويُعرّف المفاهيم البهائية، وخاصةً مفهوم الظهور الإلهي. وبهذه الطريقة تمكّن من حل التناقضات الأساسية الموجودة بين الصوفيين والعرفاء. يعتبر هذا التفسير من أهم النصوص الفلسفية في الكتابات البهائية كما أن هذا العمل هو التفسير الوحيد لعبدالبهاء باللغة الفارسية.

### الرسالة المدنية
في عام 1875م، طلب بهاءالله من عبدالبهاء، الذي كان يبلغ من العمر آنذاك 31 عامًا، أن يكتب بضع صفحاتٍ عن

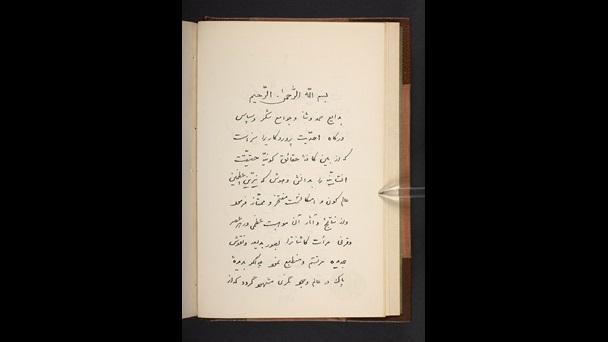
الصفحة الأولى من "الرسالة المدنية" مأخوذة من مقال "الثالوث في العقيدة البهائية" لموجان مؤمن للمكتبة البريطانية

الدمار الموجود في العالم وأهمية إعادة بنائه حتى يكفّ المفكرون العقائديون عن التعصّب ويستمعون إلى الرسالة الإلهية. كانت نتيجة العمل كتابًا أصبح يُعرف باسم "الرسالة المدنية"، وتم نشره لأول مرةٍ عام 1882م في بومباي بالهند، ثم مرةً أخرى عام 1911م في مصر. يعتبر شوقي أفندي الكتاب "مساهمة عبد البهاء البارزة في إعادة تنظيم العالم". الرسالة المدنية هو عملٌ متعدد المستويات والأوجه، ويمكن استخدامه للدراسة في مجالاتٍ مختلفةٍ بما في ذلك الدراسات الأدبية والتاريخية والدينية والفلسفية والاجتماعية والسياسية. قرّر عبدالبهاء أن يكتب الكتاب دون الكشف عن هويته، ليوضّح ويبيّن أنه لا غرض له سوى الصالح العام، وربما يزيد ذلك من عدم التحيز ومن إمكانية قراءة الناس له. قدّم عبدالبهاء في الرسالة المدنية رسالته في إطار عملية الإصلاح والتحديث في إيران، والتي بدأها ميرزا حسين خان مشير الدولة، وهو رجل دولةٍ من الإصلاحيين، وأيدها ناصر الدين شاه، ولكن توقفت عملية الإصلاحات عام 1875م بإقالة مشير الدولة من منصب رئيس الوزراء من قبل الشاه بعد معارضة بعض رجال الدين الشيعة وأمراء القاجار. وبحسب عالِم الاجتماع نادر سعيدي، تطرح الرسالة المدنية مقاربةً جديدةً للحداثة والعقلانية، وتوائم بين العلم والقيم الروحية في سياق مقاربةٍ تاريخيةٍ وعالميةٍ لمسألة الثقافة والمجتمع. يقول عبدالبهاء أن الحداثة الحقيقية غير ممكنة دون الانسجام بين الأبعاد المادية والأبعاد الروحية (المبادئ الأخلاقية) للحضارة الإنسانية. ويؤكّد سعيدي أن رسالة هذا الكتاب أكثر عمومية وعالمية بكثيرٍ من بيئته المعاصرة. ويذكر مؤمن، المؤرخ، تماشيًا مع الرسالة العامة للكتاب، أن عبدالبهاء استشهد بأمثلةٍ عديدةٍ من التاريخ تمكّن فيها اتجاهٌ دينيٌ جديدٌ (مثل رسالة المسيح أو رسالة محمد) من إحياء الحضارات المتهالكة والوصول بها إلى مكانةٍ عليا. ومن خلال إعطاء هذه الأمثلة، يُستنتج بشكلٍ غير مباشرٍ أن الاتجاه الديني الجديد فقط (في رأي عبدالبهاء، نفس الدين الذي أسسه والده) هو القادر على إحياء العالم الإسلامي.
كانت هناك اختلافاتٌ جوهريةٌ بين تعاليم بهاءالله وعبدالبهاء (مثل تلك الواردة في الرسالة المدنية) وخطابات جماعات الإصلاح الشعبية في ذلك الوقت. كان نهج الإصلاحيين في إيران والإمبراطورية العثمانية يدور إما في إطار الحداثة أو الصحوة الإسلامية أو في إطار الحداثة والقومية العلمانية (مثل حركة تركيا الفتاة). أما إصلاحات بهاءالله وعبدالبهاء تنظر إلى ما وراء الإسلام وتعطي طابعًا عالميًا، والتي أكّدت، بالإضافة إلى إنجازات الحداثة، على إحياء القيم الأخلاقية من خلال ظهور دينٍ جديدٍ. كما أن العديد من المبادئ التي تحدّث عنها الزعماء البهائيون آنذاك لم تكن موجودةً في خطابات المصلحين في ذلك الوقت. كان بهاءالله وعبدالبهاء من أوائل الذين أرادوا الديمقراطية والإصلاحات الاجتماعية من خلال كتابة أعمالٍ باللغة الفارسية. أيّد عبدالبهاء في الرسالة المدنية انتخاب ممثلي المجلس من قبل الشعب، ودعا إلى توسيع التعليم الحديث في جميع أنحاء البلاد، وتدريس العلوم والفنون، وإنشاء نظامٍ قانونيٍ واحدٍ، والمساواة القانونية للجميع، وضمان الملكية الخاصة، والقضاء على الفساد البيروقراطي الحكومي، وتنظيم الإجراءات الفوضوية في المحاكم الإيرانية. وبعد عقدٍ من الزمن، في عام 1886م، دعا الحكومة إلى ضمان حرية الرأي للأفراد، وذلك لم يكن موجودًا في أعمال معظم الإصلاحيين العلمانيين في ذلك الوقت.

### مقالة شخصٍ سائحٍ
كتب عبدالبهاء ونشر كتاب "مقالة شخصٍ سائحٍ" دون الكشف عن هويته. وأطلق على هذا الكتاب لقب "التاريخ الصحيح والموجز" للدين الجديد وكتبه على شكل قصة رحلةٍ كانت شائعةً في القرنين الثامن عشر والتاسع عشر، نيابةً عن مسافرٍ محايدٍ يزور إيران. يحتوي هذا النص القصير نسبيًا والذي يزيد قليلاً عن 25000 كلمةٍ على تحليلٍ للأحداث الرئيسية في فترة الباب وإعلان ظهور بهاءالله من بعده. تشير الدلائل التاريخية الموجودة في الكتاب إلى أنه كُتِب في الفترة ما بين عامي 1886م و1890م. تُظهر نصوص "مقالة شخصٍ سائحٍ" المسار الطبيعي لعصر الباب وظهور الموعود أي بهاءالله، والأحداث التي تلت ذلك. هذا المقال التاريخي الدقيق والموجز يحدّد في الواقع هوية الدين البهائي ويعكس العلاقة الدقيقة بين التأريخ والتفسير. في هذا العمل، يُعبّر عبدالبهاء عن وجهات نظره حول مواضيع مختلفةٍ - من الفلسفية إلى النفسية إلى السياسة الاجتماعية - أثناء سرد الأحداث التاريخية. على سبيل المثال، فإن آرائه حول مستوى سيطرة الإنسان على عقله، والعلاقة بين قوة الحكومة ومدى تمتع الناس بالحق في حرية العقيدة، تعتبر مهمةً وجديرةً بالاعتناء. حصل ادوارد براون (توفي عام 1926م)، وهو مستشرقٌ إنجليزيٌ، على نسخةٍ من هذا الكتاب بخط يد زين المقربين في عام 1890م عندما التقى ببهاءالله في عكا . في العام التالي، نشرت مطبعة جامعة كامبريدج ترجمة براون المشروحة باللغة الإنجليزية إلى جانب اللغة الأصلية. نُشرت نسخةً أكثر اكتمالاً من الكتاب في بومباي في ديسمبر 1890م بخط مشكين قلم، وهو خطاطٌ معروفٌ. وقال بهمردي، أعيد طبع النسخة نفسها مرتين في عامي 1932م و1962م.

### لوح ناصر الدين شاه
في عام 1890م (1308ه)، أوضح عبدالبهاء في رسالةٍ إلى ناصر الدين شاه أنه، خلافًا للشائعات الحالية، لم يكن لدى أتباع بهاءالله أي تعاونٍ مع السيد جمال الدين الأفغاني (توفي في 1897م)، فالبهائيون يتبعون الحكومة أينما سكنوا ويتجنبون العنف والإرهاب. وقد تأكّدت صحة هذه الرسالة من قبل دار التحقيق التابعة لبيت العدل الأعظم عام 2014م. وبعد كتابة هذا اللوح بعامين، كتب عبدالبهاء عملاً أطول حول نفس الموضوع.

### لوح خراسان
قبل أسابيع قليلة من وفاة بهاءالله عام 1892م، كتب عبدالبهاء لوحًا بليغًا باللغة العربية يُعرف باسم "لوح خراسان" وأرسله إلى البهائيين المنكوبين في خراسان. في هذا اللوح يرسل عبدالبهاء تحيات بهاءالله إلى البهائيين المنكوبين في خراسان آنذاك، ويُثني عليهم ويشجّعهم على المثابرة في البلايا والمحن الواردة عليهم في طريق الحق، ويعِدُهم بالنصر النهائي وظهور الحقيقة.

## 1892م-1910م: حماية الدين البهائي والحفاظ على وحدته
منذ وفاة بهاءالله وحتى سبتمبر 1910م، عندما بدأ عبد البهاء رحلاته إلى أوروبا وأمريكا وكندا، وخاصة حتى إطلاق سراحه من السجن عام 1908م، كان الموضوع الرئيسي لكتاباته هو العهد والميثاق والحفاظ على وحدة الجامعة البهائية من الانقسام والانشقاق. في السنة الأولى من ولايته، كان على عبدالبهاء أن يرشد الجامعة البهائية الناشئة حول كيفية التعامل مع الاختلافات السياسية في وقت الاضطرابات السياسية. لعدة سنواتٍ، كان عليه أن يتعامل مع معارضة أخيه غير الشقيق وشكوك الحكومة العثمانية، والتي كانت ناجمةً عن مؤامرات أخيه غير الشقيق. أدت هذه المؤامرة إلى السجن لمدة ثماني سنواتٍ منذ عام 1901م إلى عام 1908م وحتى تم تهديده بالقتل. وفّرت هذه العوامل الأساس لكتاباته الرئيسية في هذه الفترة. وطوال هذا الوقت كان على مراسلاتٍ مستمرةٍ مع البهائيين.

### الرسالة السياسية
تزامنت السنة أو السنتان الأخيرتان من حياة بهاءالله (توفي عام 1892م) مع ظهور أنشطةٍ سياسيةٍ سريةٍ بمشاركة بعض المشاهير من أتباع ميرزا يحيى، الأخ غير الشقيق لبهاءالله، في إيران. أدى منح الشاه ترخيصًا لإنتاج وبيع وتصدير التبغ الإيراني إلى شركة إنجليزية إلى احتجاج مجموعاتٍ من مختلف الطبقات الاجتماعية وأدى إلى ثورةٍ سياسيةٍ في عام 1890م. وفي عام 1892م، اضطرّ الشاه إلى إلغاء هذا الامتياز. ومع ذلك، استمرت الاضطرابات السياسية في محافظات إيران، بقيادة علماء الدين عادةً. في مثل هذا الوضع كتب عبدالبهاء، المرجع الجديد للجامعة البهائية، كتاب "الرسالة السياسية" عام 1892/3م لتوضيح موقف البهائيين من عدم التدخل في السياسة، ونُشر في بومباي بالهند. قام البهائيون في إيران بتوزيعه على نطاقٍ واسعٍ بين مواطنيهم، وخاصةً السلطات الحكومية. كما تم تكليف أحد البهائيين البارزين بإرسال نسخةٍ منه إلى الشاه. يحتوي نص الكتاب على إرشاداتٍ عامةٍ حول العلاقة بين الحكومة والشعب، وتحذيراتٍ من النتائج المؤسفة لتدخل علماء الدين في السياسة، ووجوب الفصل بين أنشطة الدين والدولة؛ والدفاع عن البهائيين ضد الافتراءات الظالمة لرجال الدين في سنواتٍ متتاليةٍ. تحتوي "الرسالة السياسية" أيضًا على مبادئ توجيهية للبهائيين في التعامل مع الاضطرابات السياسية وإطاعة قانون الدولة ونبذهم للعنف. في ذلك العام، وجد عبدالبهاء أنه من الضروري لفت انتباه الحكومة إلى "الرسالة السياسية". ومن خلال اقتباسه المباشر لحكم بهاءالله بشأن طاعة الحكومة في "الرسالة السياسية"، أكّد لهم أنه ينوي الاستمرار في نفس نهج وأسلوب بهاءالله.

### ألواح الوصايا

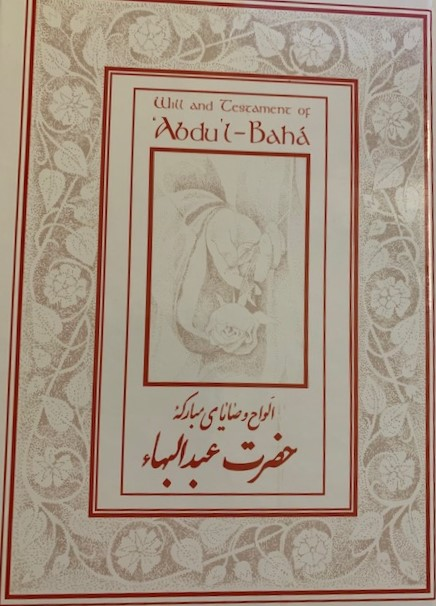
كتاب "ألواح الوصايا" لعبدالبهاء

أهم أعمال عبدالبهاء المكتوبة هي وصيته والمعروفة بـ ألواح الوصايا، والتي كتبها بخط يده ثلاث مراتٍ بين عامي 1901م-1908م. من المحتمل أن يكون الجزء الأول قد كُتب في أواخر عام 1905م أو أوائل عام 1906م، أما الجزءان الثاني والثالث فقد كتبا حوالي عام 1907م. في هذه الوثيقة، يحدّد عبدالبهاء المؤسسات اللازمة للحفاظ على وحدة الدين البهائي ويحدد نظامه الإداري، ويُعيّن شوقي أفندي بصفته الوصيّ لعبدالبهاء، ويعطي تعليماتٍ بشأن انتخاب بيت العدل الأعظم. يعتبر شوقي أفندي هذه الوثيقة "أعظم تراثٍ لعبد البهاء للأجيال القادمة"، و"أوضح تعبيرٍ عن فكره"، و"بيان الحضارة العالمية المستقبلية"، و"بيان النظام العالمي الجديد لحضرة بهاءالله"، وفي بعض معالمه يعتبره مكملًا للكتاب الأقدس، (أم الكتاب) كتاب التشريع لدين بهاءالله.

### مفاوضات عبدالبهاء
"النور الأبهى في محادثات عبدالبهاء" هو العنوان الرئيسي للكتاب باللغة الفارسية، والذي عُرف فيما بعد باسم "مفاوضات عبدالبهاء - محادثاتٌ على المائدة". يحتوي هذا الكتاب على تفسيرات عبدالبهاء لأسئلة شابةٍ بهائيةٍ أمريكيةٍ تدعى لورا كليفورد بارني (توفيت 1974م). كانت هذه الشابة على درايةٍ بالحقائق الدينية المسيحية الأساسية والأفكار العلمية المؤثرة في ذلك الوقت. وفي فترة إقامتها في عكا، خلال السنوات الصعبة بين عامي 1904م و1906م، طرحت أسئلتها على فتراتٍ على عبدالبهاء على مائدة الطعام، بمساعدة مترجم أولاً، ومن ثم بفضل إتقانها للغة الفارسية.

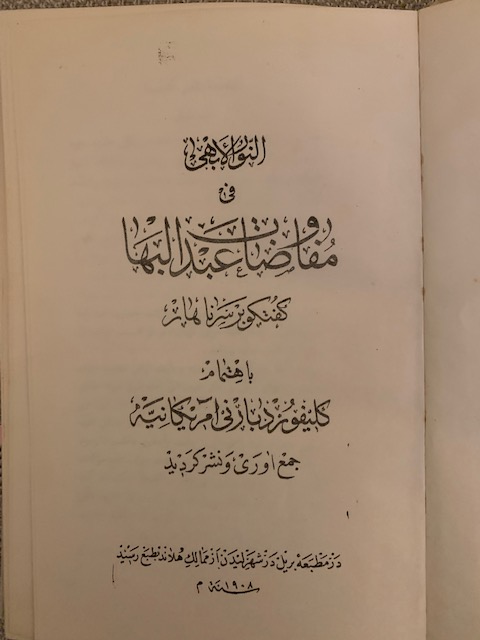
مفاوضات عبد البهاء – محادثات على المائدة

تغطي هذه المحادثات مجموعةً واسعةً من القضايا الفلسفية والدينية والعلمية والاجتماعية. بالإضافة إلى وصف وشرح المبادئ الروحية للدين البهائي. يغطّي الكتاب موضوعاتٍ مختلفةً مثل وحدة مظاهر الظهور الإلهي (الأنبياء) وظهور الله فيهم، وتاريخ الأديان، وشرح المفاهيم الأساسية للعقيدة المسيحية، والموضوعات الجديدة في ذلك الوقت مثل نظرية التطور، والقضاء والقدر، والطبيعة البشرية وخلود الروح، والإضرابات العمالية، ويتم التعبير عن وجهة نظر التعاليم البهائية. تم كتابة كلا النصين معًا، الفارسية والترجمة الإنجليزية، ووافق عليهما عبدالبهاء في نفس الوقت. وبموافقة عبدالبهاء، تمكّنت بارني من نشر النص الفارسي الأصلي والترجمة الإنجليزية للكتاب في عام 1908م. نُشرت طبعته الثانية باللغة الإنجليزية عام 1918م مع إضافة فصلٍ عن الإضرابات العمالية، وباللغة الفارسية مع بعض التصحيحات الإملائية في عام 1920م. نُشرت ترجمته الإنجليزية عدة مراتٍ في الولايات المتحدة. في 28 أبريل 1909م، نشرت صحيفة واشنطن هيرالد مقالًا يُعرّف بـ "مفاوضات عبد البهاء". نشر المركز البهائي العالمي ترجمته الإنجليزية في عام 2014م. وبحلول نهاية القرن البهائي الأول (1844م-1944م)، تمت ترجمة هذا الكتاب إلى ست لغاتٍ مختلفةٍ منها العربية تحت مسمى "من مفاوضات عبدالبهاء".

### لوحين من ألف بيت
يُعرف لوحان من عبدالبهاء بألواح ألف بيت بسبب طولهما. تمت كتابة هذين اللوحين حول قضايا تتعلق بدور عبدالبهاء كمركزٍ لميثاق بهاءالله والمترجم الرسمي لأعماله. تكشف هذه الألواح مؤامرات محمد علي ورفاقه لإنكار سلطة عبدالبهاء. اللوح الأول موجهٌ إلى ميرزا أبو الفضل گلپايگاني وتم كتابتها في 1897/8م، واللوح الثاني موجهٌ إلى جليل مسگر خوئي وتم كتابتها في عام 1898.

### ألواح بخصوص الثورة الدستورية (المشروطة) في إيران
بالإضافة إلى التعامل مع المشاكل المحيطة به في فلسطين في العقد الأول من القرن العشرين، كان على عبدالبهاء أيضًا أن يرشد الجامعة البهائية في إيران خلال السنوات المضطربة للثورة الدستورية الإيرانية (المشروطة) بين عام 1905م و1911م. أوفى عبدالبهاء بهذه المسؤولية من خلال كتابة الرسائل باستمرار مع المحفل الروحاني في طهران وأيادي الأمر والبهائيين. وبحسب أحد معاصريه، فقد نشر ما بين 190 إلى 200 لوحًا في هذا المجال فقط في السنة والنصف الأولى من الثورة الدستورية. في هذه الألواح، مستلهمًا من تعاليم بهاءالله، دافع عن الديمقراطية البرلمانية بالطريقة التي ذكرها قبل ثلاثين عامًا في الرسالة المدنية. ومع ذلك، وعلى الرغم من أنه رأى أن الدستورية هي ضرورة الساعة، إلا أنه لم يؤيد الإجراءات العدوانية والعنيفة التي اتخذها أنصارها لتحقيق ذلك. وأكّد أن الخلاص لن يتحقق إلا إذا امتزجت الحكومة والشعب مثل "الحليب والسكر". وبعث برسائل إلى الجانبين، يأمر البهائيين بالمصالحة بينهما والانسحاب إذا لم يتمكنوا من ذلك.
كان البهائيون روّادًا في جذب الرأي العام إلى الإصلاحات الاجتماعية. وبالمقارنة مع الإصلاحيين العلمانيين، قام البهائيون بنشر هذه الآراء بطريقةٍ أكثر تعاطفًا مع الثقافة المحلية. في حين أن آراء وحتى كلمات الإصلاحيين العلمانيين لم تكن مفهومةً لمعظم الإيرانيين، إلا أن أعمال بهاءالله وعبدالبهاء كانت مبنيةً على المفاهيم والمفردات المحلية الموجودة، ونتيجةً لذلك، كان خطابهم متماسكًا، وأكثر درايةً ومفهومًا، وبالتالي أكثر قبولاً. في السنوات التي سبقت الثورة الدستورية وخلال هذه الثورة (1895م-1909م)، لم يتم ترسيخ الخطاب البهائي المتعلق بالدستورية والإصلاحات الاجتماعية فحسب، بل شارك البهائيون أيضًا في تنفيذ هذه الإصلاحات في مجتمعاتهم في المدن الكبرى والعديد من المناطق الريفية في إيران. ولإدارة شؤونهم، كانوا ينتقلون من نظام القيادة التقليدي إلى نظامٍ يقوم على المجالس المنتخبة ديمقراطيًا. في عام 1877م، دعا بهاءالله إلى تشكيل مجالس محليةٍ في كل مكانٍ. شكّل البهائيون في إيران مجالس مختلفةٍ، وفي السنوات الأولى من القرن العشرين، تم إنشاء المجالس البهائية في جميع المجتمعات البهائية الرئيسية. كما كان البهائيون في طليعة من أنشأوا المدارس وفقًا لمبادئ التعليم والمناهج الحديثة. تأسست أول مدرسةٍ بهائيةٍ حديثةٍ للبنين في عام 1900م في طهران، وتدريجيًا تم إنشاء شبكةٍ من ثمانين مدرسةٍ حديثةٍ في المدن والقرى التي يوجد بها المجتمع البهائي. كان البهائيون هم القادة في تعزيز أنشطة المرأة في المجالات الاجتماعية. وحيثما أنشئت مدرسة للبنين، افتتحت أيضًا مدرسة للبنات. تأسس "مجلس تطوير المرأة" عام 1909م وتم عقد دروس محو الأمية والتدريب على فن الخطابة والمعلومات العامة ودروس في التعاليم البهائية للنساء.

### لوح ندائي الفلاح والنجاح (المعروف بلوح المشرق والمغرب)
في أعقاب التغيرات السياسية في الإمبراطورية العثمانية في عام 1908م، كتب عبدالبهاء لوحًا بعنوان "دعوتان للفلاح والنجاح". ومع إطلاق سراحه من السجن وتخفيف أزمات الناقضين، تمكّن من تكريس المزيد من وقته لشرح رسالة بهاءالله العالمية. أكّد خطابه في هذا اللوح على ضرورة التماثل بين الحضارة المادية والروحية. الترجمة الإنجليزية لهذا اللوح متوفرة في كتاب "مكاتيب عبدالبهاء". يمكن العثور على النسخة الأصلية لهذا اللوح في "مكاتيب عبدالبهاء"، المجلد الأول، الصفحة 192. وفي السنوات التالية، واصل عبدالبهاء تفسير رسالة بهاءالله العالمية وتعاليمه الاجتماعية في رحلاته إلى الغرب.

## شرح مبادئ وتعاليم بهاءالله في الغرب (1910م-1913م)
في أسفاره إلى الغرب، شرح عبدالبهاء بالتفصيل رسالة بهاءالله العالمية وتعاليمه الاجتماعية. وسافر إلى الغرب ليحمل رسالة السلام العالمي في وقتٍ أدى فيه تفوّق الغرب في كافة الأبعاد - السياسية والاجتماعية والمادية والثقافية - إلى تشويه العلاقات بين الشرق والغرب. وبحسب قوله فإن قيمة هذه الرحلات لن تُعرف إلا في المستقبل. لأنه حتى ذلك اليوم لم يسافر أحدٌ من إيران إلى أمريكا لنفس غرضه، وأشار إلى أنه ربما يمكن القول إن هذه الرحلة هي أول رحلةٍ مهمةٍ جدًا للشرقيين إلى أمريكا.

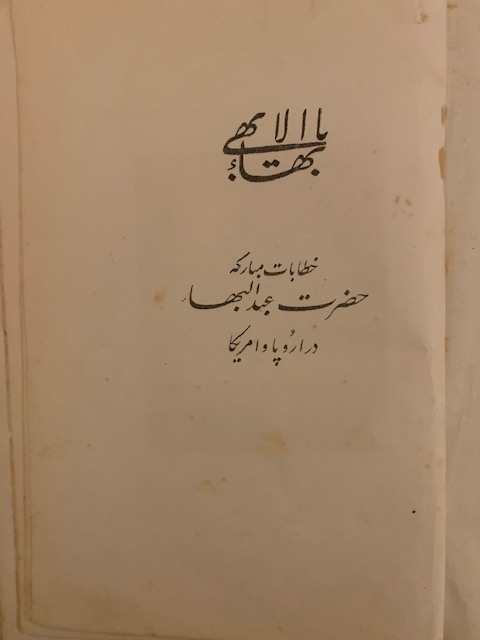
كتاب "خُطب عبد البهاء في أوروبا وأمريكا"

### أهمية ومحتوى خُطب عبدالبهاء في الغرب
ولأول مرةٍ عرض عبدالبهاء تعاليم بهاءالله في محاضراته وخُطبه العلنية في الغرب بشكلٍ مقننٍ ومرتبٍ، بما يدل على تبلور دوره في تفسير وتبيين كتابات بهاءالله بشكلٍ رسميٍ. إن نصوص محاضراته وخُطبه المتنوعة كلها متجذرةٌ في أعمال بهاءالله. يكتب شوقي أفندي في أحد كتاباته الرئيسية بالفارسية أن "خيوط وأنسجة" النظام العالمي الجديد لبهاءالله تتكون من تعاليم الكتاب الأقدس (كتاب التشريع) والمبادئ الروحية والإدارية للعقيدة البهائية التي وردت في ألواح وخُطب عبدالبهاء. وهذا التوضيح في حدّ ذاته يدلّ على المكانة الخاصة لهذه المحاضرات والخطب في شرح مبادئ وتعاليم الديانة البهائية.
ومن مبادئ العقيدة البهائية التي شرحها عبدالبهاء في خطبه في أسفاره ما يلي:
1. التحري المستقلّ عن الحقيقة (عكس التقليد الأعمى)
2. وحدة البشرية
3. ينبغي أن يكون الدين سببًا للمودة وللمحبة، وإلا فإن غياب الدين أفضل
4. الدين والعلم يكمّلان بعضهما البعض
5. إن التحيزات الدينية والعنصرية والسياسية والقومية مدمرةٌ للمجتمع البشري
6. المساواة في الحقوق بين جميع الناس
7. ضرورة توزيع الثروة بصورةٍ أكثر عدالة (تعديل المعيشة) بحيث لا يكون أحد محتاجًا
8. تحقيق السلام العالمي من خلال إنشاء محكمةٍ دوليةٍ لتسوية المنازعات
9. فصل الدين عن السياسة
10. التعليم للجميع
11. النهوض بالمرأة
12. تعليم الفضائل الروحية والأخلاقية لضمان ازدهار الحضارة المادية

تحدّث عبدالبهاء في المعابد اليهودية والكنائس المسيحية والجامعات وغيرها من الأماكن العامة. حضر محاضراته من قادة الرأي العام إلى جماهير الشعب. وأثبت في المجامع حقيقة المسيح ودين الإسلام، وأثنى على محمد في الكنائس. تحدّث في المحافل الاشتراكية موضحًا قواعد إرساء النظام والسلام في العالم، وأثبت قوته الخارقة في مجتمع الماديين. ألقى عبدالبهاء خطبه دون ملاحظاتٍ مسبقةٍ، ووفقًا لقدرة استيعاب الجمهور ومقتضيات العصر.

## 1913م-1921م: توسيع آفاق الفكر: حول السلام والتبليغ والفلسفة
بعد عودته من الغرب إلى حيفا، تعامل عبدالبهاء في السنوات السبع الأخيرة من حياته مع قضايا كانت لها عواقب عالمية وبعيدة المدى. مع بداية الحرب العالمية الأولى، وفي ظل العزلة التي سببتها الحرب، كانت كتاباته تكريمًا للصفات الروحانية لبعض أتباع بهاءالله، والتي أصبحت كتابًا في عام 1915م بعد مراجعته وموافقته. وضع خطةً لنشر تعاليم بهاءالله. ولهذا الغرض، كتب أربعة عشر لوحًا مهمًا جدًا، والتي يعتبرها البهائيون أهم تراثه للأجيال القادمة. وقرب نهاية الحرب، نشر لوحين عن متطلبات السلام العالمي. وفي الأشهر الأخيرة من حياته، كتب أحد أعمق أعماله الفلسفية.

#### نداء السلام العالمي (صوت السلام)
بعد شهرين من بداية الحرب العالمية الأولى، كتب عبدالبهاء، بعد تأثره بالحرب، لوحًا لدعوةٍ فوريةٍ وعالميةٍ للسلام. أرسل هذا اللوح إلى صحيفة التايمز اللندنية للنشر في الأول من أكتوبر عام 1914م. تمت ترجمتها بالإنجليزية بواسطة المرسلة إليها بياتريس إيروين وتم نشرها في عدد 9 ديسمبر 1914م من مجلة Christian Common Wealth، وقد نشرت نفس الترجمة الإنجليزية في 31 ديسمبر، في مجلة "نجم باختر"، المجلد 6، العدد 16، ص 243 - 245. هذا اللوح، المعروف باسم "صوت السلام"، يحتوي على تعاليم ونصائح بهاءالله للسلام العام والتحذيرات من خطر الحرب. كرّر عبدالبهاء تحذيراته السابقة في الغرب من عام 1910م إلى عام 1913م في هذا اللوح وأصرّ على الترحيب بالسلام والوحدة للجميع. ثم طلب من الحكومات والأمم والحكماء وفلاسفة الغرب وشيوخ العالم وأخيرًا الإنسانية جمعاء أن يفكروا في الآثار الكارثية للحرب وأن يحاولوا منع إطالة أمدها، وختم هذا النداء العام بصلاةٍ من أجل السلام.

#### تذكِرة الوفاء – في حياة المؤمنين الأوائل في التاريخ البهائي
في النصف الثاني من عام 1915م، ومع انقطاع الاتصالات في منتصف الحرب، وجد عبدالبهاء وقت فراغٍ. وفي الاجتماعات البهائية الأسبوعية في منزله في حيفا، أعاد إحياء ذكرى أكثر من سبعين من المؤمنين الأوائل. نُشر نص هذه الحكايات عام 1924م بموافقة عبدالبهاء تحت عنوان "تذكِرةُ الوفاء". وحسب بناني، فإن تذكرة الوفاء "تقع في تقليدٍ أدبيٍ فارسيٍ يبلغ عمره حوالي 9 قرون". يغطّي الكتاب مجموعةً واسعةً من البهائيين الأوائل، بدءًا من أولئك الذين خدموا في التنظيف أو الطبخ أو صنع الشاي، إلى العلماء والفنانين، وجميعهم يجسّدون صفات التقديس والثبات والإخلاص في الخدمة. تم تفسير نهج عبدالبهاء في هذا العمل على أنه إضفاء الطابع الديمقراطي على القداسة؛ لقد رأى الجمال في البساطة، ووسّع معنى القداسة، وكشف عن القوة التحويلية لرؤيته.

#### لوح إلى لاهاي
كتبت "المنظمة المركزية للسلام الدائم" في لاهاي رسائل إلى عبدالبهاء، وأرسل إليهم لوحين ردًا على ذلك، أحدهما في 17 ديسمبر 1919م، والآخر في 1 يوليو 1920م. يحتوي هذان اللوحان على أفكار بهائية حول المتطلبات الأساسية لإحلال السلام العالمي. وفيها، وضع عبدالبهاء تحقيق السلام الدولي في إطار الحاجة إلى تغييراتٍ سياسيةٍ واقتصاديةٍ وثقافيةٍ أوسع، وذكر أن مجتمع الأمم المنشأ حديثًا يواجه العديد من القيود من أجل تحقيق هذه الأهداف. تم نشر اللوح الأول، والذي كان أكثر تفصيلاً، بعد عامين من كتابته، واعتبره شوقي أفندي أن له "أهمية تاريخية لا حصر لها"، وتم نشر اللوح الثاني بعد سنواتٍ.

#### ألواح الخطة الإلهية
في الفترة من 26 مارس 1916م إلى 8 مارس 1917م، كتب عبدالبهاء أربعة عشر لوحًا  على التوالي لنشر التعاليم البهائية في الولايات المتحدة وكندا، وشجّع البهائيين على السفر إلى هناك وحول العالم. تحتوي هذه الألواح على
طرق القيام بالأعمال والمبادئ التوجيهية لتنمية وأهمية تنمية الصفات الروحية كضرورةٍ للمبلغين البهائيين. أطلق شوقي أفندي على هذه الألواح اسم "مرسوم عبد البهاء" و"البيان الأسمى للتبيلغ". تشكّل هذه الألواح الأساس لجميع البرامج التبليغية اللاحقة التي أنشأها شوقي أفندي وبيت العدل الأعظم.

#### لوح عبد البهاء موجّه إلى فورال
في نهاية حياته، في 21 سبتمبر 1921م، أجاب عبدالبهاء، في لوحٍ هو آخر أعماله الفلسفية المهمة، على أسئلة عالم الحشرات والطبيب النفسي السويسري الشهير أوغست هنري فوريل (توفي عام 1931م). يحتوي هذا اللوح على شروحاتٍ حول الضرورة المنطقية لوجود العقل عند الإنسان باعتباره عامل تكامل كل شيء في الجسد، ووجود "الحقيقة الكبرى" باعتبارها عامل وحدة الكائنات اللانهائية، واعتماد قِوى العقل على الروح البشرية. وبعد سنواتٍ قليلةٍ، نشر شوقي أفندي الترجمة الإنجليزية لهذا اللوح.

## مكاتيب عبدالبهاء
تشكّل المراسلات مع الأفراد ومجموعات الأشخاص والمؤسسات - البهائية وغير البهائية على حدٍ سواءٍ - جزءًا مهمًا من كتابات عبدالبهاء. أطلق شوقي أفندي على هذه الأعمال اسم "ألواح" (مفردها: لوح). بصرف النظر عن "ألواح الوصايا"، وهي وصية عبدالبهاء، أطلق عبدالبهاء، بتواضعه المعتاد، على هذه الكتابات اسم "مكاتيب" (مفردها: مكتوب) وتعني الكتابة أو الرسالة.

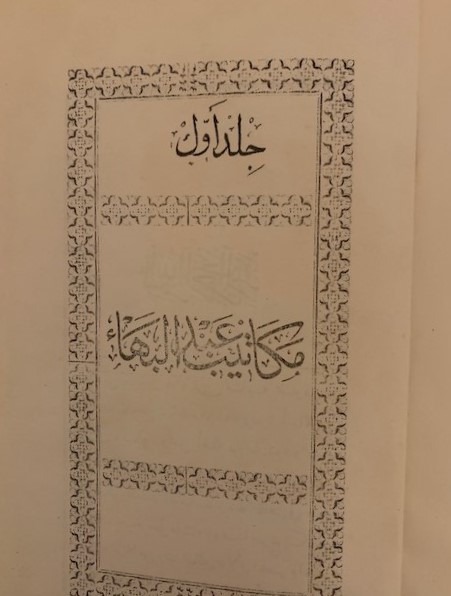
الصفحة الأولى من المجلد الأول من "مكاتيب عبد البهاء"

تشكّل مكاتيب عبدالبهاء للأفراد، والتي ربما لا مثيل لها في تاريخ الأديان، الجزء الأكبر من كتاباته. ويقدّر عدد مكاتيب عبدالبهاء المتوفرة عام 1983م بسبعة وعشرين ألف لوحٍ. على الرغم من أن عبدالبهاء كان يراسل عددًا متزايدًا من الأشخاص، إلا أن مراسلاته كانت فرديةً جدًا وتتوافق مع أسماء كل فردٍ ومهنته واهتماماته. يطلق بناني على هذه المكاتيب اسم "روائع الأطروحة الروحانية الفارسية"ٍ ويصفها بصفاتٍ مثل: متواضعٌ في الكلام، وغير رسميٍ، ودافئٌ، وحنونٌ، وذكيٌ، ومتسامحٌ، وعددٌ لا يحصى من الصفات الأخرى.
انشغل عبدالبهاء بكتابة المكاتيب أو إملائها كل يومٍ. كان إتقانه للغات الفارسية والعربية والتركية لدرجة أنه غالبًا ما كان يستخدم اللغات الثلاث معًا. وبهذه الطريقة، أثناء استقبال الزوار البهائيين وغير البهائيين، أثناء الكتابة أو الإملاء على الألواح باللغة العربية أو الفارسية، كان يتحدث مع الضيوف باللغة التركية. في عام 1904م، خلال أيام الاستجواب المضطربة من قبل السلطات العثمانية، كان يكتب عبدالبهاء أحيانًا ما يصل إلى تسعين لوحًا يوميًا. تشمل هذه الألواح أو المكاتيب النصائح الشخصية والتشجيع، وتفسير الآيات أو الفصول من كتب الأديان المقدسة، وشرح المسائل الفقهية أو الفلسفية، والمبادئ التوجيهية حول السلوك السليم للبهائيين في أوقات التطورات السياسية، و يمكن فيها رؤية المراحل المختلفة لتحقيق النموذج الأعلى للعقيدة البهائية وهي الوحدة. وعلى الرغم من أن هذه المكاتيب شخصيةٌ، إلا أن استخدامها وتأثيرها عامٌ. ونظرًا لاعتقاد البهائيين بمكانة عبدالبهاء باعتباره مرجع الدين والمترجم الرسمي لكتابات بهاءالله، فإن هذه المكاتيب تعتبر نصوصًا أصليةً وجزءًا من الآثار البهائية المقدسة. على سبيل المثال، لوح الشموع السبعة، الذي يعدد الخطوات السبع لخلق الوحدة والاتحاد، هو لوحٌ في الردّ على رسالة جين وايت، زوجة كاهنٍ اسكتلنديٍ زارته في عكا عام 1906م.
تم نشر مجموعة ألواح عبدالبهاء من الألواح الفارسية والعربية في تسعة مجلدات تحت مسمى "مكاتيب عبدالبهاء". نُشرت هذه المجلدات في أنحاءٍ مختلفةٍ من العالم منها مصر وإيران وأمريكا وبريطانيا وألمانيا، ونسخةٌ صغيرةٌ منها في البرازيل بين عامي 1910م و2005م. نُشرت الترجمات الإنجليزية المبكرة لبعض الألواح في ثلاثة مجلداتٍ من عام 1909م إلى عام 1916م في شيكاغو. تمت ترجمة خمسة وأربعين لوحًا منشورًا في هذه المجلدات الثلاثة جزئيًا أو كليًا، وأدرجت الترجمات المنقحة في مختاراتٍ عام 1978م من أعمال عبدالبهاء. بالإضافة إلى ذلك، تتوفر أيضًا ترجماتٌ إنجليزيةٌ معتمدةٌ للعديد من ألواحه على موقع المكتبة البهائية.

## أدعية ومناجاة عبدالبهاء
هناك فئةٌ أخرى من مؤلفات عبدالبهاء، والتي كان يكتبها في جميع مراحل حياته، وهي الأدعية والمناجاة. تمت كتابة هذه الأدعية بشكلٍ منفصلٍ، أو تم تضمينها في خطبه وألواحه أو في نهاياتها. يصل عدد هذه الأدعية المكتوبة باللغات الفارسية والعربية والتركية إلى عدة مئاتٍ، وتتراوح نصوصها من بضع جملٍ إلى عدة صفحاتٍ. السمة المميزة الرئيسية لأدعية عبدالبهاء، مثل أدعية بهاءالله، هي التعبير الواسع والعميق عن التجربة الروحية الإنسانية أثناء حديثه مع الله الخالق من خلال استخدام اللغة الشعرية. تتألف أدعيته دائمًا من ثلاثة أجزاءٍ متميزةٍ: 1) المقدمة؛ بما في ذلك حمد وثناء الله، 2) نصوصٌ لبلوغ صفاتٍ روحيةٍ محددةٍ، و3) الخاتمة؛ وهو ذكر صفات الله والاعتراف بعظمته واقتداره.
الفرق بين اللوح والمناجاة هو أن اللوح له مخاطبٌ محددٌ. لكن الدعاء والمناجاة له جانبٌ أعمٌ، والمخاطب هو الله.

## أنظر أيضًا
- عبدالبهاء
- أسفار عبد البهاء إلى الغرب
- من مفاوضات عبدالبهاء

## روابط خارجية
- مفاوضات عبدالبهاء
- تذكرة الوفاء
- خطب عبدالبهاء في أوروبا وأمريكا
- مختارات من أعمال عبد البهاء